# Kombonijanci
Kombonijanci, službeno Kombonijski misionari Srca Isusova (lat. Missionarii Comboniani Cordis Iesu, pokrata: MCCJ), izvorno poznati i kao Sinovi Presvetoga Srca Isusova (lat. Congregatio Filiorum S. Cordis Iesu), katolički su misijski red koji je 1867. utemeljio sveti Daniel Comboni u Veroni pa se nazivaju i Veronskim očevima. Osim u Africi, družba djeluje i u Sjevernoj Americi i Europi.
Nakon putovanja u Afriku 1857., god. 1864. Daniel Comboni pokreće projekt „Spasiti Afriku Afrikom”, kako bi potaknuo evangelizaciju u Africi misionarstvom samih Afrikanaca. Red je i osnovan tri godine kasnije. Comboni je 1870. pisao sudionicima Prvoga vatikanskoga sabora, pozivajući ih na zauzimanje za evangelizaciju Afrike. God. 1872. osnovane su i sestre kombonijanke.
Od 1939. red djeluje i u Sjevernoj Americi. U Europi su prisutni u Italiji i Poljskoj. Kombonijanska misija djeluje u Chipeneu, u Mozambiku.
Kombonijanci su ponajprije posvećenici evangelizaciji domorodačkih naroda i plemena (indijanskih i afričkih plemena).
Istaknuti pripadnici
- Daniel Comboni, utemeljitelj reda
- Maria De Coppi (1939. – 2022.), u Mozambiku djelovala od 1963. do smrti u terorističkom napadu na misiju Chipene u rujnu 2022.[3]

## Vanjske poveznice
- Sjevernoamerička pokrajina kombonijanaca (engl.)